# Österavan, Lappland
Österavan är en sjö i Lycksele kommun i Lappland och ingår i Umeälvens huvudavrinningsområde. Sjön har en area på 0,595 kvadratkilometer och ligger 247,9 meter över havet. Österavan ligger i Vindelälven Natura 2000-område. Sjön avvattnas av vattendraget Ruskträskbäcken.

## Delavrinningsområde
Österavan ingår i det delavrinningsområde (719572-163180) som SMHI kallar för Utloppet av Österavan. Medelhöjden är 262 meter över havet och ytan är 2,76 kvadratkilometer. Räknas de 10 avrinningsområdena uppströms in blir den ackumulerade arean 132,15 kvadratkilometer. Ruskträskbäcken som avvattnar avrinningsområdet har biflödesordning 3, vilket innebär att vattnet flödar genom totalt 3 vattendrag innan det når havet efter 200 kilometer. Avrinningsområdet består mestadels av skog (76 procent). Avrinningsområdet har 0,6 kvadratkilometer vattenytor vilket ger det en sjöprocent på 21,7 procent.